# Sonzay
 Sonzay  es una población y comuna francesa, situada en la región de  Centro, departamento de Indre y Loira, en el distrito de Tours y cantón de Neuillé-Pont-Pierre.

## Demografía
| 1018 | 1005 | 967 | 935 | 1085 | 1120 |
| Para los censos de 1962 a 1999 la población legal corresponde a la población sin duplicidades (Fuente: INSEE [Consultar]) |      |     |     |      |      |